# Wivel
Wivel er en dansk slægt med navn efter Vivild på Djursland.

## Historie
Snedker i København Jens Christian Wivel (1802-1860) var far til valdhornist, kapelmusikus Carl Siegfried Valdemar Wivel (1836-1873), snedker Christian Valdemar Wivel (1842-?) og kammerråd, ejer af restaurant Wivel (senere Wivex) Carl Christian Wivel (1844-1922).
Valdemar Wivel var fader til grosserer August Wivel (1863-1936), som i 1. ægteskab (med Harriet Rasmussen (død 1897)) var fader til grosserer Carl-Eilert Wivel (1891-1971) og i 2. ægteskab (med Louise Hansen) fader til grosserer Svend Wivel (1901-1995).
Carl-Eilert Wivel var fader til direktør, grosserer Per Wivel (1920-2012) – hvis sønner er chefredaktør Peter Wivel (født 1943), kunsthistorikeren Mikael Wivel (født 1946) og redaktør Henrik Wivel (født 1954) – samt til digteren Ole Wivel (1921-2004), hvis døtre er filminstruktør Anne Regitze Wivel (født 1945), gift med minister Svend Auken (1943-2009), og cand.jur. Dorrit Wivel.
Peter Wivel er fader til Thomas Wivel (født 1967), Anders Wivel (født 1968) og Klaus Wivel (født 1971), der er gift med medlem af Københavns Borgerrepræsentation for Det Radikale Venstre Margrethe Wivel (født 1971).
Mikael Wivel er fader til kunsthistorikeren Matthias Wivel (født 1975).
Snedker Christian Valdemar Wivel (1842-?) var fader til Albert Marius Valdemar Wivel (1874-1942), som havde fem sønner, deriblandt forbundsformand Viggo Christian Albert Valdemar Wivel (1899-1969). Denne slægtsgren har også talrige efterkommere.
Weekendavisens bagside har humoristisk skrevet om "Wivelavisen", fordi både Peter, Mikael, Henrik og Klaus Wivel har været ansat på avisen.

## Anden slægt (Wiwel)
En anden Wivel-slægt (?), som i nyere tid har stavet sig Wiwel, kan føres tilbage til en exam.jur. Niels Wivel (død 1755), som var fader til Niels Nielsen Wivel (ca. 1754-?), der var jæger for hans excellence hr. amtmand Heinrich von Levetzow, siden skovfoged. Hans søn, Niels Hylling Wivel (1787-1833), var kongelig skovfoged i Præstevang ved Hillerød og var fader til forfatteren Niels Peter Wivel (1818-1874) og bogbinder og papirhandler Henrik Christian Wiwel (1828-?). Niels Peter Wivel var fader til læreren og grammatikeren Hylling Georg Wiwel (1851-1910) og til Niels Wiwel (1855-1914), som var fader til silhouettøren Nielsine Christine "Kirsten" Wiwel (1885-1961).
Henrik Christian Wiwel (1828-?) var fader til dommeren Carl Valdemar Wiwel (1867-1936).